# Lothar Forcart
Lothar Forcart, nombre completo Lothar Hendrich Emil Wilhelm Forcart-Müller, abreviado como Lothar H. E. W. Forcart (1902-1990) fue un zoólogo, malacólogo, y herpetólogo suizo.

## Abreviatura (zoología)
La abreviatura Forcat  se emplea para indicar a Lothar Forcart como autoridad en la descripción y taxonomía en zoología.

## Otras lecturas
- Wütrich M, Zilch Un, Turner H. (1993). "Lothar Forcart (1902-1990)". Archiv für Molluskenkunde 121 (1-6): 1-13.